# باشگاه فوتبال پرسپولیس در جام حذفی
باشگاه فوتبال پرسپولیس، داستان درازی در جام حذفی دارد. درحال حاضر، این تیم با ۷ قهرمانی و ۲ نایب قهرمانی، (مجموعا با ۹ بار حضور در فینال) پس از استقلال که با ۸ قهرمانی و ۷ نایب قهرمانی دارد، بهترین تیم در این جام محسوب می‌شود.

## نمایش بازی‌ها

### ۱۳۵۵
| ۱/۱۶ | پرسپولیس | ۰ – ۲ | پاس تهران | تهران |

### ۱۳۵۶
| ۱/۱۶ | پرسپولیس | ۱ – ۰ | پاس تهران | تهران |

| ۱/۸                                                                                | ابومسلم      | ۰ – ۰ (و.ا.) (۵ – ۴ پنالتی)                                                            | پرسپولیس | مشهد |
|                                                                                    | ضربات پنالتی |                                                                                        |          |      |
| Penalty scored · Penalty scored · Penalty scored · Penalty scored · Penalty scored |              | Penalty scored · Penalty scored · Penalty scored · Penalty scored · از دست دادن پنالتی |          |      |

### ۱۳۶۵
| ۱/۸ | پرسپولیس   | ۲ – ۰ | استقلال بندر ترکمن | تهران                      |
|     | عباس کارگر |       |                    | ورزشگاه: ورزشگاه شهید متقی |

| ۳۱ تیر ۱۳۶۵ ۱/۴ | خیبر خرم‌آباد | ۱ – ۰ | پرسپولیس | خرم‌آباد                                |
|                 | رضا محمدی‌اصل | گزارش |          | ورزشگاه: تختی خرم‌آباد تماشاگران: ۱۰۰۰۰ |

### ۱۳۶۶
| ۱/۱۶ | سازمان گوشت | ۱ – ۱ | پرسپولیس |  |

| ۱/۱۶ | پرسپولیس | ۳ – ۱ | سازمان گوشت | تهران |

| ۱/۸ | ماشین‌سازی | ۰ – ۱ | پرسپولیس | تبریز |

| ۱/۸ | پرسپولیس | ۳ – ۱ | ماشین‌سازی | تهران |

| ۱/۴ | استقامت | ۱ – ۱ | پرسپولیس | یزد |

| ۱۳ آذر ۱۳۶۶ ۱/۴ | پرسپولیس | ۲ – ۱ | استقامت | تهران |

| ۲۷ آذر ۱۳۶۶ نیمه نهایی | دارایی | ۱ – ۱ | پرسپولیس | تهران |

| ۴ دی ۱۳۶۶ نیمه‌نهایی | پرسپولیس | ۳–۰ | دارایی | تهران          |
|                     |          |     |        | ورزشگاه: آزادی |

| ۱۱ دی ۱۳۶۶ فینال | پرسپولیس | ۰ – ۰ | ملوان | تهران          |
|                  |          |       |       | ورزشگاه: آزادی |

| ۱۸ دی ۱۳۶۶ فینال | پرسپولیس                        | ۱–۰        | ملوان | تهران                            |
|                  | محمدحسن انصاری فرد ۳۰' (پنالتی) | خلاصه بازی |       | ورزشگاه: آزادی داور: بهمن بهلولی |

### ۱۳۶۷
| ۱/۸ | شهرداری کرمان | ۰ – ۴ | پرسپولیس              | کرمان |
|     |               |       | حسین عبدی رضا عابدیان |       |

| ۱/۸ | پرسپولیس | ۲ – ۰ | شهرداری کرمان | تهران |

| ۱۹ اسفند ۱۳۶۷ ۱/۴                                                | استقلال      | ۰ – ۰ (و.ا.) (۲ – ۴ پنالتی)                                | پرسپولیس | تهران          |
|                                                                  |              |                                                            |          | ورزشگاه: آزادی |
|                                                                  | ضربات پنالتی |                                                            |          |                |
| جعفر مختاری فر · رضا حسن‌زاده · امیر قلعه نویی · محمدرضا شکورزاده |              | مجتبی محرمی · رحیم یوسفی · محسن عاشوری · مرتضی کرمانی مقدم |          |                |

| ۲۷ اسفند ۱۳۶۷ نیمه نهایی | شاهین اهواز | ۳ – ۱ | پرسپولیس | اهواز |

| ۱۲ فروردین ۱۳۶۸ نیمه نهایی | پرسپولیس | ۱ – ۰ | شاهین اهواز | تهران |

### ۱۳۶۹
| ۱/۸ | دارایی | ۱ – ۱ | پرسپولیس | ایلام |

| ۱/۸ | پرسپولیس | ۸ – ۱ | دارایی | تهران |

| ۱/۴ | پرسپولیس | ۴ – ۰ | پیستون‌سازی تبریز | تهران |

| ۵ اسفند ۱۳۶۹ نیمه نهایی | پرسپولیس | ۲ – ۱ | ملوان | تهران |

| ۲۲ اسفند ۱۳۶۹ نیمه نهایی | ملوان           | ۲ – ۰ | پرسپولیس | انزلی                                                  |
|                          | قایقران ۱۱' ۲۴' |       |          | ورزشگاه: تختی انزلی تماشاگران: ۲۰۰۰۰ داور: هادی دزفولی |

### ۱۳۷۰
| ۱/۱۶ | پرسپولیس | ۲ – ۰ | استقلال همدان | تهران |

| ۱۴ مرداد ۱۳۷۰ ۱/۸ | بانک استان باختران | ۱ – ۲ | پرسپولیس              | کرمانشاه                                                     |
|                   | هادی سلیمانی ۵۰'   |       | سعید عزیزیان ۲۲'، ۵۵' | ورزشگاه: آزادی کرمانشاه تماشاگران: ۱۰٬۰۰۰ داور: رشید حسن‌زاده |

| ۱/۴ | استقلال رشت | ۰ – ۰ | پرسپولیس | رشت |

| ۱/۴ | پرسپولیس | ۱ – ۰ | استقلال رشت | تهران |

| ۴ اردیبهشت ۱۳۷۱ نیمه نهایی | ماشین‌سازی | ۰ – ۰ | پرسپولیس | تبریز                                                     |
|                            |           |       |          | ورزشگاه: تختی تبریز تماشاگران: ۳۰٬۰۰۰ داور: داوود کریم‌پور |

| ۹ اردیبهشت ۱۳۷۱ نیمه نهایی | پرسپولیس                                                      | ۵ – ۱ | ماشین‌سازی                  | تهران                                                   |
|                            | حسن شیرمحمدی ۲۰'، ۶۴' · فرشاد پیوس ۲۲'، ۴۹' · محسن عاشوری ۷۹' |       | سید محمد علوی ۴۱' (پنالتی) | ورزشگاه: آزادی تهران تماشاگران: ۵۰٬۰۰۰ داور: مهدی اخوان |

### ۱۳۷۲
| ۱/۸ | پرسپولیس | ۴ – ۰ | شهرداری خرمشهر | تهران |

| ۱/۸ | شهرداری خرمشهر | ۱ – ۲ | پرسپولیس | خرمشهر |

### ۱۳۷۳
| ۳۱ شهریور ۱۳۷۳ | پرسپولیس | ۰ – ۶ | فتح تهران                                                                           | تهران                            |
|                |          |       | فلامرزی ۱۱' · خداداد عزیزی ۱۹'، ۴۱'، ۶۱' · رضا رضایی کمال ۵۱' · سهراب خمس آبادی ۷۰' | ورزشگاه: آزادی تماشاگران: ۱۵٬۰۰۰ |

### ۱۳۷۵
| ۱/۸ | شموشک | ۰ – ۱ | پرسپولیس | نوشهر |

| ۲۶ شهریور ۱۳۷۵ ۱/۸ | پرسپولیس | ۵ – ۱ | شموشک | تهران |

| ۱/۴ | پرسپولیس | ۴ – ۳ | شاهین اهواز | تهران |

| نیمه نهایی | برق شیراز | انصراف | پرسپولیس |  |
| یادداشت: به دلیل طولانی شدن فصل مسابقات و همچنین درگیری بازیکنان ملی پوش پرسپولیس در مسابقات مقدماتی جام جهانی، مسابقه نیمه نهایی بین پرسپولیس و برق شیراز چند بار به تعویق افتاد. از طرفی برای فصل جدید مسابقات جام در جام آسیا، نماینده ایران باید هر چه زودتر معرفی می‌شد. بدین ترتیب سرخپوشان راضی به انصراف از جام حذفی شدند. |           |        |          |  |

### ۱۳۷۷
| ۲۳ آذر ۱۳۷۷ ۱/۱۶ | بهپاک | ۰ – ۲ | پرسپولیس                     | بهشهر                |
|                  |       |       | بهروز رهبری فرد · بهنام سراج | ورزشگاه: آزادی بهشهر |

| ۲۰ بهمن ۱۳۷۷ ۱/۱۶ | پرسپولیس                               | ۴ – ۱ | بهپاک | تهران          |
|                   | بهروز رهبری فرد بهنام سراج ادموند بزیک |       | پ'    | ورزشگاه: آزادی |

| ۱۰ فروردین ۱۳۷۸ ۱/۸ | پلی اکریل | ۰ – ۲ | پرسپولیس                             | اصفهان                  |
|                     |           |       | بهروز رهبری فرد ۳' · حمید استیلی ۳۷' | ورزشگاه: ۲۲ بهمن اصفهان |

| ۲۴ اردیبهشت ۱۳۷۸ ۱/۸ | پرسپولیس   | ۱ – ۱ | پلی اکریل | تهران          |
|                      | بهنام سراج |       |           | ورزشگاه: آزادی |

| ۶ تیر ۱۳۷۸ ۱/۴ | سپاهان | ۰ – ۱ | پرسپولیس       | اصفهان                  |
|                |        |       | ادموند بزیک ۶' | ورزشگاه: ۲۲ بهمن اصفهان |

| ۱۱ تیر ۱۳۷۸ نیمه نهایی | استقلال اهواز | ۰ – ۲ | پرسپولیس                 | اهواز               |
|                        |               |       | کوروش برمک · ادموند بزیک | ورزشگاه: تختی اهواز |

| ۱۵ تیر ۱۳۷۸ نیمه نهایی                                             | پرسپولیس | انصراف | استقلال اهواز |  |
| یادداشت: استقلال اهواز انصراف داد و پرسپولیس در مجموع ۵–۰ برنده شد |          |        |               |  |

| ۲۰ تیر ۱۳۷۸ فینال | پرسپولیس                                        | ۲–۱        | استقلال تهران          | تهران                          |
|                   | مهدی هاشمی نسب ۱۲' (پنالتی) · افشین پیروانی ۸۶' | خلاصه بازی | سهراب بختیاری زاده ۵۰' | ورزشگاه: آزادی داور: محمد کوسا |

### ۱۳۷۸
| ۱۷ آذر ۱۳۷۸ ۱/۱۶ | آدنیس | ۰ – ۱ | پرسپولیس            | مشهد          |
|                  |       |       | علی باغمیشه ۵۸' (پ) | ورزشگاه: تختی |

| ۲۳ آذر ۱۳۷۸ ۱/۱۶ | پرسپولیس                                                   | ۳ – ۱ | آدنیس              | تهران         |
|                  | بهروز رهبری فرد ۲۸' (پ) · علی باغمیشه ۵۵' · کوروش برمک ۸۴' |       | غلامرضا عنایتی ۱۷' | ورزشگاه: تختی |

| ۱۵ تیر ۱۳۷۸ ۱/۸              | پرسپولیس | انصراف | الکتریک |  |
| یادداشت: پرسپولیس انصراف داد |          |        |         |  |

### ۱۳۷۹
| ۱۱ اردیبهشت ۱۳۸۰ ۱/۱۶ | پرسپولیس          | ۱ – ۰ | شموشک | تهران                        |
| ۱۰:۰۰                 | اسماعیل حلالی ۲۳' |       |       | ورزشگاه: ورزشگاه شهید شیرودی |

| ۱۶ اردیبهشت ۱۳۸۰ ۱/۱۶ | شموشک         | ۲(۳) – ۰(۰) | پرسپولیس | ساری                                    |
| | سهراب انتظاری |             |          | ورزشگاه: ورزشگاه متقی تماشاگران: ۲۰٬۰۰۰ |
| یادداشت: این بازی با نتیجه ۲–۰ به سود شموشک پیگیری می‌شد که به دلیل فروریختن سقف ورزشگاه، بازی نیمه تمام ماند. فدراسیون تصمیم به تکرار بازی داد اما پرسپولیس بخاطر احترام به درگذشتگان این حادثه، از بازی انصراف داد و ۳–۰ بازنده شد. |               |             |          |                                         |

### ۱۳۸۰
| ۱۲ آذر ۱۳۸۰ ۱/۱۶ | پرسپولیس                                                        | ۳–۲ | برق تهران                   | تهران          |
|                  | افشین پیروانی ۱۷' · سهراب انتظاری ۸۰' · امیرحسین اصلانیان ۵+۹۰' |     | محتشمی ۲۲' · علی سلمانی ۳۳' | ورزشگاه: آزادی |

| ۲۰ دی ۱۳۸۰ ۱/۸ | پرسپولیس                                   | ۱–۱ | ابومسلم                             | تهران          |
|                | بهروز رهبری فرد '۸۵ · علی انصاریان ۸۹' (پ) |     | داریوش میکائیلی ۸' · رمضان شکری '۸۲ | ورزشگاه: آزادی |

| ۲۰ بهمن ۱۳۸۰ ۱/۸                                         | ابومسلم                             | ۲–۲ | پرسپولیس                         | مشهد          |
|                                                          | حمیدرضا رجبی ۱۷' · حسین بادامکی ۵۰' |     | رضا جباری ۵۳' · علی انصاریان ۹۰' | ورزشگاه: تختی |
| یادداشت: پرسپولیس با قانون گل زده در خانه حریف برنده شد. |                                     |     |                                  |               |

| ۱۹ فروردین ۱۳۸۱ ۱/۴                        | پیکان                                | ۱ – ۰ (و.ا.) | پرسپولیس | تهران                            |
| ۱۷:۳۰                                      | یوسف بخشی‌زاده '۵۵ · مهدی صالح‌پور ۹۵' | گزارش        |          | ورزشگاه: آزادی داور: مسعود مرادی |
| یادداشت: پیکان با قانون گل طلایی برنده شد. |                                      |              |          |                                  |

### ۱۳۸۱
| ۱۹ آبان ۱۳۸۱ ۱/۱۶ | ماشین‌سازی | ۰ – ۱ | پرسپولیس                | تبریز               |
|                   |           |       | کریم باقری · پایان رأفت | ورزشگاه: تختی تبریز |

| ۲۴ آبان ۱۳۸۱ ۱/۱۶ | پرسپولیس      | ۱ – ۰ | ماشین‌سازی | تهران               |
|                   | افشین پیروانی |       |           | ورزشگاه: تختی تهران |

| ۱/۸ | پرسپولیس                  | ۲ – ۰ | ملوان | تهران |
|     | رضا جباری بهروز رهبری فرد |       |       |       |

| ۱/۸                           | ملوان                  | ۲ – ۰ (و.ا.) (۳ – ۰ پنالتی)                                  | پرسپولیس | انزلی |
|                               | محمد همرنگ محمد غلامین |                                                              |          |       |
|                               | ضربات پنالتی           |                                                              |          |       |
| محمد غلامین · احمد جمشیدیان · |                        | از دست دادن پنالتی · از دست دادن پنالتی · از دست دادن پنالتی |          |       |

### ۱۳۸۲
| ۱/۱۶ | پرسپولیس                                        | ۳–۰ | پیام | تهران          |
|      | علی دایی ۲' · یحیی گل‌محمدی ۱۵' · علی سلمانی ۷۰' |     |      | ورزشگاه: آزادی |

| ۱/۱۶ | پیام                       | ۳ – ۲ | پرسپولیس                   | مشهد |
|      | روح‌الله بیگدلی هادی برگی‌زر |       | جواد کاظمیان سهراب انتظاری |      |

| ۱/۸ | پرسپولیس           | ۰ – ۱ | استقلال اهواز         | تهران                           |
|     | مهرداد میناوند '۸۱ |       | محمد باقراحمدی ۴۱' ۸۱ | ورزشگاه: آزادی تماشاگران: ۵٬۰۰۰ |

| ۱/۸ | استقلال اهواز            | ۳ – ۲ | پرسپولیس                  | اهواز |
|     | امیر خلیفه اصل مهدی شیری |       | جواد کاظمیان مقداد قباخلو |       |

### ۱۳۸۳
| ۲۴ اسفند ۱۳۸۳ ۱/۱۶ | پرسپولیس         | ۱–۰   | فجر سپاه تهران | تهران                            |
| ۱۵:۳۰              | یحیی گل‌محمدی ۳۹' | گزارش |                | ورزشگاه: آزادی داور: محمود رفیعی |

| ۱/۸ | پرسپولیس         | ۱ – ۰ (و.ا.) | ابومسلم     | تهران                            |
|     | یحیی گل‌محمدی '۹۲ |              | مجتبی جباری | ورزشگاه: آزادی داور: مسعود مرادی |

### ۱۳۸۴
| ۱۴ اسفند ۱۳۸۴ ۱/۱۶ | پرسپولیس                                                               | ۲–۰ | کشت و صنعت شوشتر | تهران                                                  |
|                    | داوود سیدعباسی ۳۸' · شیث رضایی ۸۴' · علی انصاریان · حامد کاویانپور '۵۸ |     |                  | ورزشگاه: آزادی تماشاگران: ۱٬۵۰۰ نفر داور: علیرضا فغانی |

| ۱۱ فروردین ۱۳۸۵ ۱/۸                                     | ابومسلم               | ۲–۳ | پرسپولیس                                          | مشهد                                      |
|                                                         | یونس گرائیلی ۴۳'، ۵۹' |     | مهرزاد معدنچی ۱۴'، ۳۳'، ۷۰' '۶۲ · ژاک الونگ الونگ | ورزشگاه: ثامن‌الائمه داور: خداداد افشاریان |
| یادداشت: آری هان، سرمربی پرسپولیس در دقیقه ۴۲ اخراج شد. |                       |     |                                                   |                                           |

| ۹ اردیبهشت ۱۳۸۵ ۱/۴ | پرسپولیس                                             | ۳–۱ | ملوان       | تهران                                                |
|                     | پژمان نوری ۴۳' · مهرزاد معدنچی ۶۹'، ۸۶' · محمد محمدی |     | مازیار زارع | ورزشگاه: آزادی تماشاگران: ۴۰٬۰۰۰ نفر داور: ایرج نظری |

| ۱۷ اردیبهشت ۱۳۸۵ نیمه‌نهایی | نوژن                                               | ۲–۲ (و.ا.) (۶–۷ پنالتی)                                                                | پرسپولیس                                                    | ساری                                                     |
| | پورحاجی ۲+۴۵' · کریم مهدی‌زاده ۸+۹۰' · علیرضا جدیدی |                                                                                        | مهرزاد معدنچی ۴۰'، ۹۰' (پ) · کریم باقری · ابوالفضل حاجی‌زاده | ورزشگاه: شهید متقی تماشاگران: ۱۲٬۰۰۰ نفر داور: محسن ترکی |
| | ضربات پنالتی                                       |                                                                                        |                                                             |                                                          |
| Penalty scored · از دست دادن پنالتی · Penalty scored · از دست دادن پنالتی · Penalty scored · Penalty scored · Penalty scored · Penalty scored · از دست دادن پنالتی |                                                    | معدنچی · باقری · انتظاری · سیدعباسی · الونگ الونگ · علیزاده · حاجی‌زاده · نوری · مامانی |                                                             |                                                          |

| ۲۲ شهریور ۱۳۸۵ فینال | پرسپولیس                                                             | ۱ – ۱ | سپاهان                                           | تهران                                            |
|                      | علیرضا واحدی نیکبخت ۴۵+۳' · محمدرضا مامانی · شیث رضایی · مسعود زارعی |       | حمید شفیعی ۷۳' · جلال اکبری · عبدالوهاب ابوالهیل | ورزشگاه: آزادی تماشاگران: ۷۰٬۰۰۰ داور: محسن ترکی |

| ۳۱ شهریور ۱۳۸۵ فینال                                                   | سپاهان                            | ۲ – ۲ (و.ا.) (۴ – ۲ پنالتی)                                       | پرسپولیس                                                                          | اصفهان                                                |
|                                                                        | حمید شفیعی ۶۳' عبدالوهاب ابوالهیل |                                                                   | ابراهیم اسدی ۵۵' حسین بادامکی '۷۰ احسان خرسندی '۸۱ پژمان نوری علیرضا واحدی نیکبخت | ورزشگاه: نقش جهان تماشاگران: ۴۰٬۰۰۰ داور: مسعود مرادی |
|                                                                        | ضربات پنالتی                      |                                                                   |                                                                                   |                                                       |
| هادی عقیلی · جلال اکبری · محرم نویدکیا · عبدالوهاب ابوالهیل · عماد رضا |                                   | کریم باقری · ابوالفضل حاجی زاده · شیث رضایی · علیرضا واحدی نیکبخت |                                                                                   |                                                       |

### ۱۳۸۵
| ۴ دی ۱۳۸۵ ۱/۱۶ | صنعتی کاوه | ۲–۴ | پرسپولیس                                                                                    | تهران                                                  |
|                |            |     | احسان خرسندی ۱۶'، ۷۲' · لوی صلاح حسن ۶۸' · مهرزاد معدنچی ۷۵' (پنالتی) · علیرضا واحدی نیکبخت | ورزشگاه: آزادی تماشاگران: ۵٬۰۰۰ نفر داور: علیرضا فغانی |

| ۲۴ بهمن ۱۳۸۵ ۱/۸ | پرسپولیس                                                                   | ۲–۰ | مرصاد | تهران                                                 |
|                  | علیرضا واحدی نیکبخت ۱۶' · احسان خرسندی ۲+۹۰' · داوود سیدعباسی · پژمان نوری |     |       | ورزشگاه: آزادی تماشاگران: ۲۰٬۰۰۰ نفر داور: احمد صالحی |

| ۱۷ اسفند ۱۳۸۵ ۱/۴                     | برق تهران                                | ۲–۲ (و.ا.) (۳–۵ پنالتی)                 | پرسپولیس                                                     | تهران                                                     |
|                                       | مصطفی نجمی زاده ۷۸' · یاسر پورمحسنی ۱۱۰' |                                         | زیاد شعبو ۳۳' · علیرضا واحدی نیکبخت ۹۳' · ابوالفضل حاجی زاده | ورزشگاه: آزادی تماشاگران: ۱۰٬۰۰۰ نفر داور: البرز حاجی پور |
|                                       | ضربات پنالتی                             |                                         |                                                              |                                                           |
| سلامی بخش · فتحی · محمدزاده · یادگاری |                                          | باقری · آشوبی · معدنچی · اسدی · بادامکی |                                                              |                                                           |

### ۱۳۸۶
| ۱ آذر ۱۳۸۶ ۱/۳۲ | صنعت نفت | ۲–۳ | پرسپولیس                                                                   | آبادان                                                     |
|                 |          |     | فراز فاطمی ۱۳' · عباس آقایی ۵۷' · علیرضا واحدی نیکبخت ۸۵' · محمدرضا مامانی | ورزشگاه: تختی آبادان تماشاگران: ۲۲٬۰۰۰ نفر داور: محسن ترکی |

| ۲۶ آذر ۱۳۸۶ ۱/۱۶ | پرسپولیس                                                         | ۴–۱        | پتروشیمی | تهران                                                  |
|                  | حسین بادامکی ۲۸' · علیرضا واحدی نیکبخت ۳۹'، ۷۱' · کریم باقری ۶۱' | خلاصه بازی |          | ورزشگاه: آزادی تماشاگران: ۲٬۰۰۰ نفر داور: تورج حق وردی |

| ۳ دی ۱۳۸۶ ۱/۸ | پاس همدان | ۳ – ۰ | پرسپولیس                                                                                   | همدان                                          |
|               |           |       | کریم باقری · فرزاد آشوبی '۴۷ · حسین بادامکی '۸۶ · محمد نصرتی '۸۹ · علیرضا واحدی نیکبخت '۹۰ | ورزشگاه: قدس تماشاگران: ۱۰٬۰۰۰ داور: محسن ترکی |

### ۱۳۸۷
| ۱۰ آذر ۱۳۸۷ ۱/۱۶ | صنایع طلایی | ۱–۳ | پرسپولیس                                                                       | سمنان                                              |
|                  |             |     | هادی نوروزی ۳' · ابراهیم توره ۶۴' · حمیدرضا علی عسگری ۳+۹۰' · ضیاالدین نیک نفس | ورزشگاه: تختی تماشاگران: ۳٬۰۰۰ نفر داور: حسین اسدی |

| ۱۰ اردیبهشت ۱۳۸۸ ۱/۸ | پرسپولیس                                                       | ۱–۰        | سپاهان | تهران                                                |
|                      | مازیار زارع ۱۲' '۷۳ · فرهاد خیرخواه · علی کریمی · ابراهیم توره | خلاصه بازی |        | ورزشگاه: آزادی تماشاگران: ۷۰٬۰۰۰ نفر داور: محسن ترکی |

| ۲۰ اردیبهشت ۱۳۸۸ ۱/۴ | پاس همدان | ۲ – ۱ | پرسپولیس                     | همدان                           |
|                      |           |       | بهادر عبدی ۸۰' · محمد منصوری | ورزشگاه: قدس داور: علیرضا فغانی |

### ۱۳۸۸
| ۲۰ بهمن ۱۳۸۸ ۱/۱۶ | ایران‌جوان | ۱–۲ | پرسپولیس                                          | بوشهر                                                        |
|                   |           |     | کریم باقری ۱۷' · هوار ملامحمد ۵۱' · ابراهیم شکوری | ورزشگاه: شهید بهشتی تماشاگران: ۳۰٬۰۰۰ نفر داور: رحیم مهرپیشه |

| ۷ اسفند ۱۳۸۸ ۱/۸ | پرسپولیس                              | ۳–۱ | آلومینیوم هرمزگان | تهران                                                       |
|                  | کریم باقری ۲'، ۴۲' · محسن خلیلی ۲+۴۵' |     |                   | ورزشگاه: آزادی تماشاگران: ۲۰٬۰۰۰ نفر داور: شاهین حاج بابایی |

| ۲۷ اسفند ۱۳۸۸ ۱/۴ | پتروشیمی      | ۱–۲ | پرسپولیس                        | تبریز                                                         |
|                   | جوکانوويچ ۴۴' |     | محسن خلیلی ۲۵'، ۵۷' · شیث رضایی | ورزشگاه: یادگار امام تماشاگران: ۵٬۰۰۰ نفر داور: سعید بخشی‌زاده |

| ۳ اردیبهشت ۱۳۸۹ نیمه‌نهایی                       | پرسپولیس                             | ۰–۰ (و.ا.) (۴–۳ پنالتی)                                | صبا                                                         | تهران                                                   |
|                                                 | عادل کلاه کج کریم باقری حسین بادامکی | خلاصه بازی                                             | مرتضی کاشی '۲۹ · سهراب بختیاری‌زاده · مرتضی اسدی · داوود حقی | ورزشگاه: آزادی تماشاگران: ۸۰٬۰۰۰ نفر داور: هدایت ممبینی |
|                                                 | ضربات پنالتی                         |                                                        |                                                             |                                                         |
| ملامحمد · زارعی · تیاگو · خلیلی · رضایی · باقری |                                      | حقی · کلمنتینو · همرنگ · اسدی · بختیاری‌زاده · حاجی‌زاده |                                                             |                                                         |

| ۲۲ اردیبهشت ۱۳۸۹ فینال | گسترش فولاد | ۰–۱ | پرسپولیس                                                      | تبریز                                                            |
|                        |             |     | شیث رضایی ۱۲' · هوار ملامحمد · محسن خلیلی · حمیدرضا علی عسگری | ورزشگاه: یادگار امام تماشاگران: ۵۰٬۰۰۰ نفر داور: خداداد افشاریان |

### ۱۳۸۹
| ۲۸ مهر ۱۳۸۹ ۱/۱۶     | پرسپولیس                                                                                                 | ۵–۱ | نفت محمودآباد                         | تهران                                                     |
| ۱۵:۴۵ DST (UTC+۴:۳۰) | اشپیتیم آرفی ۳+۴۵' · محمد نوری ۴۶' (پنالتی)، ۵۵' · امیرحسین فشنگچی ۷۶' · هادی نوروزی ۸۲' · غلامرضا رضایی |     | سید کریم موسوی ۴+۹۰' · امین قاسمی‌نژاد | ورزشگاه: آزادی تماشاگران: ۲٬۰۰۰ نفر داور: محمدرضا اکبریان |

| ۳۰ آبان ۱۳۸۹ ۱/۸ | داماش گیلان                     | ۱–۲ | پرسپولیس                                                                       | رشت                                                          |
|                  | آردوویچ ۱۳' · مصطفی حاجتی '۲+۹۰ |     | سپهر حیدری ۳۳' · سعید حلافی ۱۰۵' · مجتبی شیری · تیاگو آلوز فراگا · علیرضا محمد | ورزشگاه: سردار جنگل تماشاگران: ۲۰٬۰۰۰ نفر داور: تورج حق وردی |

### ۱۳۹۰
| ۳ آبان ۱۳۹۰ ۱/۱۶ | پرسپولیس                                                     | ۲–۱ | مس رفسنجان                                | تهران                                                |
|                  | شیث رضایی ۳۶' · محمد نوری ۱۱۷' · حسین بادامکی · جواد کاظمیان |     | علیرضا نورمحمدی '۸۰ علی نوریان جواد غلامی | ورزشگاه: آزادی تماشاگران: ۱٬۰۰۰ نفر داور: احمد صالحی |

| ۶ آذر ۱۳۹۰ ۱/۸ | ذوب‌آهن                                                          | ۲–۳        | پرسپولیس                                                                        | فولادشهر                                                    |
|                | فرشید طالبی ۷' · سید محمد حسینی ۵۶' · حسین ماهینی · هوگو ماچادو | خلاصه بازی | مازیار زارع ۱۷' (پنالتی)، ۷۸' · امیرحسین فشنگچی ۶۰' · مامادو تال · جواد کاظمیان | ورزشگاه: فولادشهر تماشاگران: ۳٬۵۰۰ نفر داور: سعید مظفری‌زاده |

| ۱۸ آذر ۱۳۹۰ ۱/۴ | پرسپولیس | ۰ – ۳ (و.ا.) | استقلال                                  | تهران                                                       |
|                 |          |              | مجتبی جباری ۹۴'، ۹۹' اسماعیل شریفات ۱۰۷' | ورزشگاه: ورزشگاه آزادی تماشاگران: ۲۰٬۰۰۰ داور: هدایت ممبینی |

### ۱۳۹۱
| ۲۹ آذر ۱۳۹۱ ۱/۱۶ | پرسپولیس | ۶–۰        | ملوان                            | تهران                                                |
|                  | هادی نوروزی ۲'، ۵۱' · کریم انصاری فرد '۱۶ ۱۹'، ۷۶'، ۸۰' · علی کریمی '۳۷ · امیرحسین فشنگچی '۴۷ · غلامرضا رضایی ۸۳' | خلاصه بازی | بابک پورغلامی '۱۷ پژمان نوری '۸۵ | ورزشگاه: آزادی تماشاگران: ۱۵٬۰۰۰ نفر داور: محسن ترکی |

| ۱۹ دی ۱۳۹۱ ۱/۸ | نفت تهران                             | ۱–۴        | پرسپولیس                                                        | تهران                                                      |
|                | امین منوچهری ۱۴' · حامد فلاح زاده '۷۳ | خلاصه بازی | محمد نوری ۲۶'، ۵۷' · حسین ماهینی ۷۵' (پنالتی) · هادی نوروزی ۸۵' | ورزشگاه: آزادی تماشاگران: ۳۰٬۰۰۰ نفر داور: سعید مظفری زاده |

| ۱۵ اسفند ۱۳۹۱ ۱/۴ | ذوب‌آهن                               | ۰–۱        | پرسپولیس                                                          | فولادشهر                                                   |
|                   | محسن بیاتی نیا '۸۱ پیام صادقیان '۱۱۰ | خلاصه بازی | رضا حقیقی '۴۷ · هادی نوروزی '۵۳ · محمد نوری ۱۰۲' · محمد قاضی '۱۰۷ | ورزشگاه: فولادشهر تماشاگران: ۱۵٬۰۰۰ نفر داور: علیرضا فغانی |

| ۱۷ فروردین ۱۳۹۲ نیمه‌نهایی        | داماش گیلان                                              | ۱–۱ (و.ا.) (۳–۵ پنالتی)                     | پرسپولیس                       | رشت                                                            |
|                                  | محمد آبشک '۴۵+۱ · محمد مختاری '۵۶ · امین متوسل زاده ۱۰۲' | خلاصه بازی                                  | سیدجلال حسینی · محمد نوری ۱۰۲' | ورزشگاه: شهید آزادی تماشاگران: ۱۵٬۰۰۰ نفر داور: سعید مظفری‌زاده |
|                                  | ضربات پنالتی                                             |                                             |                                |                                                                |
| رحیمی · آبشک · چاووشی · ابراهیمی |                                                          | نوروزی · ماهینی · حسینی · کریمی · انصاری‌فرد |                                |                                                                |

| ۱۵ اردیبهشت ۱۳۹۲ فینال                               | پرسپولیس                                                                                   | ۲ – ۲ (و.ا.) (۲ – ۴ پنالتی)                                  | سپاهان                                                                          | تهران                                               |
|                                                      | کریم انصاری فرد ۲۵' · رضا حقیقی '۲۹ · محمد نوری '۴۰ ۹۸' · حسین ماهینی 'در طول ضربات پنالتی |                                                              | محمدرضا خلعتبری '۴۵+۱ · جواهیر سوکای ۵۹' · امید ابراهیمی '۱۰۰ · محمد غلامی ۱۰۶' | ورزشگاه: آزادی تماشاگران: ۹۷٬۴۵۲ داور: علیرضا فغانی |
|                                                      | ضربات پنالتی                                                                               |                                                              |                                                                                 |                                                     |
| هادی نوروزی · حسین ماهینی · رضا حقیقی · میثم نقی‌زاده |                                                                                            | اروین بولکو · محمدرضا خلعتبری · امید ابراهیمی · احسان حاج‌صفی |                                                                                 |                                                     |

### ۱۳۹۲
| ۱ آبان ۱۳۹۲ ۱/۱۶ | پرسپولیس | ۵–۱        | پدیده شهر خودرو                                                    | تهران                                                    |
|                  | مجید نورمحمدی '۴۸ · علیرضا نورمحمدی ۹۳' · محسن بنگر '۹۵ · یونس شاکری '۸۳ ۱۱۱' · میلاد غریبی ۱۱۴' · هادی نوروزی ۱۱۸' | خلاصه بازی | حسین بادامکی '۵۷، '۹۰ · امجد شکوه‌مقام '۶۶، '۱۱۵ · بهمن طهماسبی ۸۶' | ورزشگاه: آزادی تماشاگران: ۱٬۰۰۰ نفر داور: موعود بنیادی‌فر |

| ۱۰ آبان ۱۳۹۲ ۱/۸ | پرسپولیس                             | ۲–۰        | الوند                | تهران                                                   |
|                  | رضا حقیقی ۱۳' '۴۲ · امید عالیشاه ۶۸' | خلاصه بازی | شهرام کوثری ج. رحیمی | ورزشگاه: آزادی تماشاگران: ۶٬۰۰۰ نفر داور: جمشید دانشمهر |

| ۶ بهمن ۱۳۹۲ ۱/۴                                   | فولاد                                                                               | ۱ – ۱ (و.ا.) (۳ – ۰ پنالتی)                | پرسپولیس                                                                                           | اهواز                                              |
|                                                   | ایوب کلانتری '۳ بختیار رحمانی ۵۷' مهدی بدرلو '۸۴ عبدالله کرمی '۹۳ غلامرضا رضایی '۹۹ |                                            | محمد عباس‌زاده ۵' علیرضا نورمحمدی '۶ سیدجلال حسینی '۳۴ محسن مسلمان '۶۲ محمد نوری '۸۲ قاسم دهنوی '۸۴ | ورزشگاه: غدیر تماشاگران: ۴۰٬۰۰۰ داور: تورج حق وردی |
|                                                   | ضربات پنالتی                                                                        |                                            | |                                                    |
| مهدی بدرلو · لئوناردو چاوس · لئاندرو پادوانی سلین |                                                                                     | قاسم دهنوی · حسین ماهینی · محمدرضا خلعتبری | |                                                    |

### ۱۳۹۳
| ۲۴ مهر ۱۳۹۳ ۱/۱۶     | پرسپولیس                                                                        | ۳–۰        | کارگر بنه گز                          | تهران                                                |
| ۱۶:۵۰ DST (UTC+۴:۳۰) | محمد عباس‌زاده ۱۵' '۵۰ · محمد نوری '۴۰ · پیام صادقیان ۷۷' (پ) · امید عالیشاه ۸۵' | خلاصه بازی | مصطفی انصاری فرد '۴۱ محسن سلیمانی '۴۹ | ورزشگاه: آزادی تماشاگران: ۱٬۰۰۰ نفر داور: بیژن حیدری |

| ۴ آبان ۱۳۹۳ ۱/۸                  | پرسپولیس                                                            | ۱–۱ (و.ا.) (۴–۱ پنالتی) | راه‌آهن          | تهران                                                   |
|                                  | پیام صادقیان '۵ · محمد نوری ۴۹' · هادی نوروزی '۱۰۷ · محسن بنگر '۱۱۷ |                         | میلاد محمدی ۳۸' | ورزشگاه: آزادی تماشاگران: ۵٬۰۰۰ نفر داور: البرز حاجی‌پور |
|                                  | ضربات پنالتی                                                        |                         |                 |                                                         |
| اومانیا · مکانی · کفشگری · طارمی |                                                                     | رضاییان · عبدی · علیپور |                 |                                                         |

| ۵ آذر ۱۳۹۳ ۱/۴                              | گل‌گهر                                           | ۱–۱ (و.ا.) (۲–۳ پنالتی)               | پرسپولیس                                                           | سیرجان                                                           |
|                                             | مهران گلزاری '۳۵ · مختار جمعه‌زاده ۱۰۰' (پنالتی) | خلاصه بازی                            | حمیدرضا علی‌عسگری '۱+۴۵ · محسن بنگر ۱۰۵+۱' '۲+۱۰۵ · مهدی طارمی '۱۲۶ | ورزشگاه: شهید سلیمانی تماشاگران: ۳٬۵۰۰ نفر داور: محمدرضا اکبریان |
|                                             | ضربات پنالتی                                    |                                       |                                                                    |                                                                  |
| مظفری · حاتمی · امیری · جمعه‌زاده · بهرکاظمی |                                                 | کفشگری · مکانی · حسینی · طارمی · نوری |                                                                    |                                                                  |

| ۱۴ آذر ۱۳۹۳ نیمه‌نهایی | پرسپولیس                               | ۱ – ۲ | ذوب‌آهن                                                  | تهران                                            |
|                       | محمد نوری ۶۱' · مایکل اومانیا '۶۳، '۷۲ |       | قاسم دهنوی '۵۶ · مرتضی تبریزی ۶۹' · کارلوس سانتوس ۹۰+۱' | ورزشگاه: آزادی تماشاگران: ۴۰٬۰۰۰ داور: حسین زرگر |

### ۱۳۹۴
| ۲۱ شهریور ۱۳۹۴ ۱/۱۶  | پرسپولیس                                                     | ۱–۰        | پیکان             | تهران                                                |
| ۱۸:۴۰ DST (UTC+۴:۳۰) | سوشا مکانی '۳۴ · فرشاد احمدزاده '۴۵ · مهدی طارمی ۶۸' (پ) '۸۷ | خلاصه بازی | صادق بارانی ، '۸۳ | ورزشگاه: آزادی تماشاگران: ۷٬۰۰۰ نفر داور: پیام حیدری |

| ۲۹ شهریور ۱۳۹۴ ۱/۸   | پرسپولیس                                                                                              | ۱–۰        | ملوان | تهران                                                     |
| ۱۸:۴۵ DST (UTC+۴:۳۰) | احمد نوراللهی '۹۴ · مهدی طارمی ۱۰۰' '۸۵ '۱۰۸ · سوشا مکانی '۱۰۸ · علی علیپور '۱۱۸ · رامین رضاییان '۱۲۰ | خلاصه بازی |       | ورزشگاه: آزادی تماشاگران: ۱۷٬۰۰۰ نفر داور: البرز حاجی پور |

| ۱۳ آبان ۱۳۹۴ ۱/۴ | ذوب‌آهن                                            | ۲ – ۰ (و.ا.) | پرسپولیس                      | فولادشهر          |
|                  | مرتضی تبریزی · مرتضی تبریزی ۱۰۸' · رضا شکاری ۱۱۶' |              | ایمان صادقی '۲۳ · محسن مسلمان | ورزشگاه: فولادشهر |

### ۱۳۹۵
| ۹ مهر ۱۳۹۵ ۱/۳۲                                                                                             | قشقایی             | ۱ – ۱ (و.ا.) (۶–۵ پنالتی)                                                                                     | پرسپولیس   | شیراز                                     |
| | محمد جواد زارعی ۹' | | پریموف ۵۹' | تماشاگران: ۱۵٬۰۰۰ داور: محمدحسین زاهدی‌فرد |
| | ضربات پنالتی       | |            |                                           |
| محمد جواد زارعی · علی اسدی · مجید چابک · محسن رزوی پوریان · مهدی شیری شوریجه · هادی مرادی · محمد شریف‌زاده · |                    | حسین ماهینی · احمد نوراللهی · وولودیمیر پریموف · محسن مسلمان · کمال کامیابی نیا · امید عالیشاه · شهاب زاهدی · |            |                                           |
| یادداشت: بیشتر بازیکنان پرسپولیس در این بازی غایب و به تیم ملی فوتبال ایران رفته بودند.                     |                    | |            |                                           |

### ۱۳۹۶
| ۲۹ مهر ۱۳۹۶ ۱/۱۶                     | پرسپولیس                                                          | ۲–۰              | نفت تهران                                               | تهران                                                                                    |
| ساعت رسمی ایران (یوتی‌سی ۳:۳۰+) ۱۶:۴۵ | شجاع خلیل‌زاده '۶۳ · گادوین منشا ۷۳' · علی علیپور ۸۳' (پنالتی) '۹۰ | گزارش خلاصه بازی | '۳۵ هاشم بیگ‌زاده · '۶۲ سامان آقازمانی · '۹۱ عیسی آل‌کثیر | ورزشگاه: آزادی تماشاگران: ۱۵٬۰۰۰ نفر داور: مهدی سیدعلی مرد مسابقه: علی علیپور (پرسپولیس) |

| ۲۴ آذر ۱۳۹۶ ۱/۸                      | بادران تهران                           | ۰–۲              | پرسپولیس                                         | تهران                                                |
| ساعت رسمی ایران (یوتی‌سی ۳:۳۰+) ۱۶:۱۵ | بهروز افشار '۳۴ · مهرداد رضایی '۳۵ ۴۰' | گزارش خلاصه بازی | گادوین منشا '۲۱ ۳۶' (پنالتی) · شجاع خلیل‌زاده ۵۴' | ورزشگاه: آزادی تماشاگران: ۲۵٬۰۰۰ نفر داور: حسن اکرمی |

| ۲۸ آذر ۱۳۹۶ ۱/۴                                                                                | پرسپولیس           | ۱ – ۱ (و.ا.) (۴–۵ پنالتی)                                                                                 | صنعت نفت آبادان     | تهران                                                   |
| ساعت رسمی ایران (یوتی‌سی ۳:۳۰+) ۱۴:۳۰                                                           | فرشاد احمدزاده ۲۸' | | ۴۸' علی عبدالله‌زاده | ورزشگاه: آزادی تماشاگران: ۶٬۰۰۰ نفر داور: اشکان خورشیدی |
|                                                                                                | ضربات پنالتی       | |                     |                                                         |
| گادوین منشأ · حسین ماهینی · بشار رسن · محمد انصاری · علی علیپور · محسن ربیع خواه · سیامک نعمتی |                    | حسین بغلانی · مسعود ابراهیم‌زاده · زبیر نیک نفس · لوسیانو پریرا · طالب ریکانی · آگوستو سزار · مگنو باتیستا |                     |                                                         |

### ۱۳۹۷
| ۲۶ مهر ۱۳۹۷ ۱/۱۶                     | پرسپولیس                                               | ۱–۰              | نود ارومیه | تهران                                                                                    |
| ساعت رسمی ایران (یوتی‌سی ۴:۳۰+) ۱۸:۰۰ | محمد انصاری '۵۵ ۵۹' · علی علیپور '۷۴ · سیامک نعمتی '۸۸ | گزارش خلاصه بازی |            | ورزشگاه: آزادی تماشاگران: ۵٬۰۰۰ نفر داور: شاهو اصلانی مرد مسابقه: محمد انصاری (پرسپولیس) |

| ۱۱ بهمن ۱۳۹۷ ۱/۸                     | سپیدرود             | ۰–۱              | پرسپولیس                                              | رشت                                                                    |
| ساعت رسمی ایران (یوتی‌سی ۴:۳۰+) ۱۵:۰۰ | علیرضا نورمحمدی '۳۰ | گزارش خلاصه بازی | سروش رفیعی '۷۴ · شجاع خلیل‌زاده '۸۵ · سعید کریمی ۳+۹۰' | ورزشگاه: سردار جنگل داور: پیام حیدری مرد مسابقه: سروش رفیعی (پرسپولیس) |

| ۲۹ بهمن ۱۳۹۷ ۱/۴                         | پرسپولیس       | ۱–۱ (و.ا.) (۳–۱ پنالتی)        | پدیده شهرخودرو                                                                                   | تهران                                                    |
| ۱۷:۱۵ DST (UTC+۴:۳۰)                     | شایان مصلح ۲۰' | گزارش خلاصه بازی               | محمدمهدی مهدی‌خانی ۱۲' · محمدحسین مرادمند '۲۵ · یونس شاکری '۶۹ · رضا صدری '۱۱۴ · بهنام برزای '۱۲۰ | ورزشگاه: آزادی تماشاگران: ۲۲٬۰۰۰ نفر داور: اشکان خورشیدی |
|                                          | ضربات پنالتی   |                                |                                                                                                  |                                                          |
| رسن · نوراللهی · بودیمیر · شیری · علیپور |                | برزای · ریگی · مرادمند · نعمتی |                                                                                                  |                                                          |

### ۱۳۹۸
| ۸ مهر ۱۳۹۸ ۱/۱۶                      | ماشین‌سازی           | ۰–۱              | پرسپولیس                                                                   | تبریز |
| ۱۵:۰۰ ساعت رسمی ایران (یوتی‌سی ۴:۳۰+) | محمد مسلمی‌پور '۴+۹۰ | گزارش خلاصه بازی | محسن ربیع‌خواه '۷۰ · علی علیپور '۸۸ · محمد انصاری '۸+۹۰ · وحید امیری ۱۱+۹۰' | ورزشگاه: بنیان‌دیزل (شهید سلیمانی) تماشاگران: ۲٬۵۰۰ نفر داور: کوپال ناظمی مرد مسابقه: حامد لک (ماشین‌سازی) |

| ۵ آذر ۱۳۹۸ ۱/۸                       | پرسپولیس       | ۱–۰              | صنعت نفت        | تهران                                                                  |
| ۱۶:۱۵ ساعت رسمی ایران (یوتی‌سی ۴:۳۰+) | مهدی ترابی ۵۴' | گزارش خلاصه بازی | عیسی آل‌کثیر '۱۹ | ورزشگاه: آزادی داور: محمدرضا اکبریان مرد مسابقه: مهدی ترابی (پرسپولیس) |

| ۲ دی ۱۳۹۸ ۱/۴ | پرسپولیس          | ۲–۰              | شهرداری ماهشهر                                                               | آبادان                                                                                           |
| ۱۵:۰۰ ساعت رسمی ایران (یوتی‌سی ۴:۳۰+) | جهانگیر عسکری '۶۷ | گزارش خلاصه بازی | محمد نادری '۲۸ · علی علیپور ۵۹'، ۷۲' · فرشاد احمدزاده '۷۲ · وحید امیری '۱+۹۰ | ورزشگاه: تختی آبادان تماشاگران: ۶٬۶۰۰ نفر داور: موعود بنیادی‌فر مرد مسابقه: علی علیپور (پرسپولیس) |
| یادداشت: در دقیقه ۸۹ بازی، تماشاگران تیم شهرداری بندر ماهشهر اقدام به پرتاب سنگ به سمت زمین مسابقه و کمک داور انجام دادند که بازی متوقف شد و بازیکنان پرسپولیس به رختکن رفتند. پس از چند دقیقه بازی از سر گرفته شد و پرسپولیس با نتیجه نهایی ۲–۰ پیروز مسابقه از زمین بیرون آمد. |                   |                  |                                                                              |                                                                                                  |

| ۵ شهریور ۱۳۹۹ نیمه‌نهایی              | پرسپولیس                                                                                 | ۲ – ۲ (و.ا.) (۱ – ۴ پنالتی)     | استقلال                                             | تهران                                                              |
| ۱۶:۱۵ ساعت رسمی ایران (یوتی‌سی ۴:۳۰+) | سیامک نعمتی '۱+۴۵ · بشار رسن ۴۹' علی علیپور ۸۸' · شجاع خلیل‌زاده '۱۱۷ · مهدی ترابی '۱۲۰ · |                                 | مهدی قایدی ۴' · محمد دانشگر ۳+۹۰' · عارف غلامی '۱۱۷ | ورزشگاه: آزادی تماشاگران: ۰ (مربوط به کروناویروس) داور: پیام حیدری |
|                                      | ضربات پنالتی                                                                             |                                 |                                                     |                                                                    |
| نوراللهی · عالیشاه · اوساگونا        |                                                                                          | دیاباته · غفوری · میلیچ · مطهری |                                                     |                                                                    |

### ۱۳۹۹
| ۲۲ اسفند ۱۳۹۹ ۱/۱۶                   | مس نوین کرمان | ۰–۳              | پرسپولیس                                     | کرمان |
| ۱۵:۰۰ ساعت رسمی ایران (یوتی‌سی ۴:۳۰+) |               | گزارش خلاصه بازی | کمال کامیابی نیا ۳۸' · امید عالیشاه ۵۸'، ۶۴' | ورزشگاه: شهید باهنر تماشاگران: بدون تماشاگر (به علت شیوع ویروس کرونا) داور: محمدحسین ترابیان مرد مسابقه: امید عالیشاه (پرسپولیس) |

| ۲۸ اردیبهشت ۱۴۰۰ ۱/۸                 | شاهین بندر عامری    | ۱–۴              | پرسپولیس                                                        | بوشهر |
| ۲۰:۳۰ ساعت رسمی ایران (یوتی‌سی ۴:۳۰+) | میلاد دریانوردی ۳۴' | گزارش خلاصه بازی | مهدی عبدی ۷'، ۸۶' · احمد نوراللهی ۶۱' · مهدی ترابی ۸۰' (پنالتی) | ورزشگاه: شهید مهدوی تماشاگران: بدون تماشاگر (به علت شیوع ویروس کرونا) داور: روح‌الله شریفی مرد مسابقه: مهدی عبدی (پرسپولیس) |

| ۲۴ تیر ۱۴۰۰ ۱/۴                         | پرسپولیس                          | ۰–۰ (و.ا.) (۳–۴ پنالتی)                  | استقلال             | تهران                             |
| ۱۹:۴۵                                   | شهریار مغانلو '۲۳ سیامک نعمتی '۷۹ |                                          | محمدحسین مرادمند '۲ | ورزشگاه: آزادی داور: علیرضا فغانی |
|                                         | ضربات پنالتی                      |                                          |                     |                                   |
| ترابی · کنعانی · آقایی · آل کثیر · عبدی |                                   | غفوری · اسماعیلی · مرادی · مطهری · قایدی |                     |                                   |

### ۱۴۰۰
| ۲۹ آذر ۱۴۰۰ ۱/۱۶     | پرسپولیس                                                                                 | ۴–۰              | ویستا توربین | تهران |
| ۱۷:۳۰ DST (۴:۳۰+UTC) | علیرضا ابراهیمی '۳۰ · محمد شریفی ۶۴' · سیامک نعمتی ۶۵' · عیسی آل‌کثیر ۸۰' · علی شجاعی ۹۴' | گزارش خلاصه بازی |              | ورزشگاه: آزادی تماشاگران: بدون تماشاگر (به علت شیوع ویروس کرونا) داور: روح اله شریفی مرد مسابقه: عیسی آل‌کثیر (پرسپولیس) |

| ۲۷ دی ۱۴۰۰ ۱/۸       | ذوب‌آهن                          | ۰–۳              | پرسپولیس                                                                 | فولادشهر |
| ۱۵:۳۰ DST (۴:۳۰+UTC) | پویا پورعلی '۲۹ رضا خالقی‌فر '۴۴ | گزارش خلاصه بازی | وحید امیری ۳۵' · مهدی عبدی ۶۲'، ۷۶' · مهدی ترابی '۷۰ · سیدجلال حسینی '۷۳ | ورزشگاه: فولادشهر تماشاگران: بدون تماشاگر (به علت شیوع ویروس کرونا) داور: موعود بنیادی‌فر مرد مسابقه: مهدی عبدی (پرسپولیس) |

| ۲۱ فروردین ۱۴۰۱ ۱/۴  | پرسپولیس | ۲–۳              | آلومینیوم | تهران                                                                                      |
| ۲۰:۳۰ DST (۴:۳۰+UTC) | احسان پهلوان ۹' · مهدی ترابی ۴۸' · احمد گوهری '۷۰ · رامین رضاییان '۷۲ · رضا اسدی '۷۲ · میلاد سرلک '۹۲ · حامد پاکدل '۹۶ | گزارش خلاصه بازی | '۵ محمود قائد رحمتی · ۲۰' محمدرضا آزادی · '۴۵ میثم مجیدی · ۵۲' محمد علی‌نژاد · ۶۵' محمدرضا آزادی · '۷۲ وحید محمدزاده | ورزشگاه: آزادی تماشاگران: ۲۰۰۰۰ نفر داور: وحید کاظمی مرد مسابقه: محمدرضا آزادی (آلومینیوم) |

### ۱۴۰۱
| ۲۰ دی ۱۴۰۱ ۱/۱۶                  | پرسپولیس                                                              | ۲–۲ (و.ا.) (۴–۱ پنالتی)   | ون پارس                                                         | تهران                                                                                       |
| ۱۵:۰۰ DST (۴:۳۰+UTC)             | گیورگی گولسیانی ۶۰' (پنالتی) · مرتضی پورعلی‌گنجی ۷۷' · میلاد سرلک '۱۱۶ | گزارش خلاصه بازی          | ایمان کیانی ۱۰' (پنالتی) · حسین فلاحیان '۲۷ · ابوذر صفرزاده ۶۶' | ورزشگاه: آزادی تماشاگران: بدون تماشاگر داور: سعاد وفاپیشه مرد مسابقه: احمد محرابی (ون پارس) |
|                                  | ضربات پنالتی                                                          |                           |                                                                 |                                                                                             |
| ترابی · فرجی · پورعلی‌گنجی · عمری |                                                                       | کیانی · آزادمنش · شوریابی |                                                                 |                                                                                             |

| ۳ اسفند ۱۴۰۱ ۱/۸     | سپاهان | ۲–۴ (و.ا.)       | پرسپولیس | اصفهان                                                                                          |
| ۱۵:۰۰ DST (۴:۳۰+UTC) | سیاوش یزدانی '۱۱ '۹۹ · محمد دانشگر '۲۱ · دانیال اسماعیلی‌فر '۴۰ · مسعود ریگی '۵۵ · فرشاد احمدزاده ۷۴' · امید نورافکن '۷۸ · رامین رضاییان '۹۵ | گزارش خلاصه بازی | گیورگی گولسیانی ۱۲' (پنالتی)، ۱۰۰' (پنالتی) · سینا اسدبیگی '۶۵ · علیرضا بیرانوند '۷۵ · میلاد سرلک '۷۵ · عیسی آل‌کثیر ۵۷' · سیامک نعمتی ۹۴' | ورزشگاه: نقش جهان تماشاگران: ۳۸٬۰۰۰ نفر داور: بیژن حیدری مرد مسابقه: گیورگی گولسیانی (پرسپولیس) |

| ۱۰ اردیبهشت ۱۴۰۲ ۱/۴ | پرسپولیس | ۲–۱              | گل‌گهر                                              | تهران                                                                                   |
| ۱۸:۱۵ DST (۳:۳۰+UTC) | مهدی ترابی ۳۱' (پنالتی) '۵۸ · عیسی آل‌کثیر ۱+۴۵' '۵۶ · دانیال اسماعیلی‌فر '۶۴ · سروش رفیعی '۷۵ · مرتضی پورعلی‌گنجی '۸۵ | گزارش خلاصه بازی | رضا شکاری ۵۲' · مسیح زاهدی '۵۵ · بهنام برزای '۳+۹۰ | ورزشگاه: آزادی تماشاگران: ۱۵٬۰۰۰ نفر داور: وحید کاظمی مرد مسابقه: مهدی ترابی (پرسپولیس) |

### ۱۴۰۲
| ۱۴ اسفند ۱۴۰۲ ۱/۱۶   | پرسپولیس                                                 | ۳–۰              | نفت و گاز گچساران                                   | تهران                               |
| ۲۰:۰۰ DST (UTC+۴:۳۰) | مهدی ترابی ۳۸' · دانیال اسماعیلی‌فر ۴۷' · عیسی آل‌کثیر ۵۵' | گزارش خلاصه بازی | ساسان جعفری‌کیا '۷۴ امیرمحمد منصف '۷۶ مجید تاجیک '۸۳ | ورزشگاه: آزادی داور: کیوان علی‌محمدی |

| ۷ اردیبهشت ۱۴۰۳ ۱/۸                                                                                             | آلومینیوم | ۴–۴ (و.ا.) (۶–۵ پنالتی)                                               | پرسپولیس | اراک                                    |
| ۱۸:۱۵ DST (UTC+۴:۳۰)                                                                                            | عارف حاجی عیدی '۱۷ · امین جهان کهن '۶۶ · میلاد بدرقه '۷۳ · مهدی لیموچی ۸۵' '۱۲۰ · شروین بزرگ ۵+۹۰'، ۱۱۱' · احسان قهاری '۹۸ · امیر نوری '۱۰۳ · علیرضا نقی‌زاده ۱+۱۲۰' |                                                                       | آستان اورونوف ۱۱' · سروش رفیعی '۱۷ · عیسی آل‌کثیر ۲۵'، ۱۰۸' · محمد خدابنده‌لو '۲۷ · سینا اسدبیگی '۷۷ ۹۴' · کنعانی‌زادگان '۹۴ | ورزشگاه: امام خمینی داور: امیر عرب‌براقی |
| | ضربات پنالتی |                                                                       | |                                         |
| نوری · موسوی · لیموچی · حاجی عیدی · جبیره · وطن‌دوست · نقی‌زاده                                                   | | کنعانی‌زادگان · نعمتی · اسماعیلی‌فر · اسدبیگی · گولسیانی · فرجی · امیری | |                                         |
| یادداشت: پاس گل دوم را آستان اورونوف، پاس گل سوم را محمدمیلاد سورگی و پاس گل چهارم را سینا اسدبیگی ارسال کردند. | |                                                                       | |                                         |

### ۱۴۰۳
| ۱ آذر ۱۴۰۳ ۱/۱۶                                                                                    | پرسپولیس                                                            | ۳–۰              | مس سونگون                          | شهرقدس                                   |
| ۱۶:۱۵ DST (UTC+۴:۳۰)                                                                               | علی علیپور ۲۷' · لوکاس ژوائو ۶۱' · عیسی آل‌کثیر '۷۴ · مسعود ریگی ۸۷' | گزارش خلاصه بازی | رضا آقابابایی '۵ آزاد جعفرزاده '۴۹ | ورزشگاه: شهدای شهرقدس داور: محمدرضا تارخ |
| یادداشت: به دلیل تعمیرات و بازسازی زمانبر ورزشگاه آزادی، ناچارا این بازی در این ورزشگاه برگزار شد. |                                                                     |                  |                                    |                                          |

| ۲۴ بهمن ۱۴۰۳ ۱/۸     | سپاهان | ۳–۲ | پرسپولیس                                                                                 | اصفهان                             |
| ۱۷:۰۰ DST (UTC+۴:۳۰) | محمدمهدی محبی ۱۴' · ابوبکر کامارا '۷۸ '۱۰۲ · محمد دانشگر ۸۸' · سیاوش یزدانی '۴+۹۰ · میلاد زکی‌پور ۹۳' '۹۴ · آریا یوسفی '۱۰۹ |     | سعید مهری '۲۳ · علی علیپور ۴۰' · فرشاد احمدزاده ۷۲' · امید عالیشاه '۸۲ · سروش رفیعی '۱۲۰ | ورزشگاه: نقش جهان داور: بیژن حیدری |

## افتخارات
- جام حذفی ایران[۴][۵][۶]

** قهرمانی (۷): ۱۳۶۶، ۷۱−۱۳۷۰، ۷۸−۱۳۷۷، ۸۹−۱۳۸۸، ۹۰−۱۳۸۹، ۹۸−۱۳۹۷،
۰۲–۱۴۰۱
** نایب قهرمانی (۲): ۸۵−۱۳۸۴، ۹۲−۱۳۹۱